# Notre-Dame-du-Rosaire (Québec)
Pour les articles homonymes, voir Notre-Dame-du-Rosaire.
Notre-Dame-du-Rosaire est une municipalité du Québec située dans la MRC de Montmagny dans la Chaudière-Appalaches.

## Toponymie
La Commission de toponymie du Québec écrit à son propos : « En 1883, monseigneur Elzéar-Alexandre Taschereau place la nouvelle paroisse qui vient d'être établie au sud de Montmagny, entre Sainte-Apolline-de-Patton et Sainte-Euphémie-sur-Rivière-du-Sud, sous la protection de Notre-Dame du Rosaire. Il pose ce geste sous l'influence de la lettre encyclique de Léon XIII, Supremi Apostolatus (1883), qui porte sur le rosaire de Marie. Cette appellation sera transférée à la paroisse religieuse érigée en 1889, puis à la municipalité créée officiellement en 1895. Vaste territoire peu peuplé, Notre-Dame-du-Rosaire reçoit ses premiers pionniers vers 1848, mais il faudra attendre 1890 pour que démarre vraiment la colonisation du Rosaire, comme l'on disait à l'époque, par l'arrivée massive de familles en provenance d'Armagh, de Montmagny, de Saint-Paul-du-Button, de Saint-Lazare et de Saint-Damien. Les limites de l'entité municipale sont comprises dans le canton d'Ashburton, arpenté vers 1860 et érigé en 1868.

## Histoire

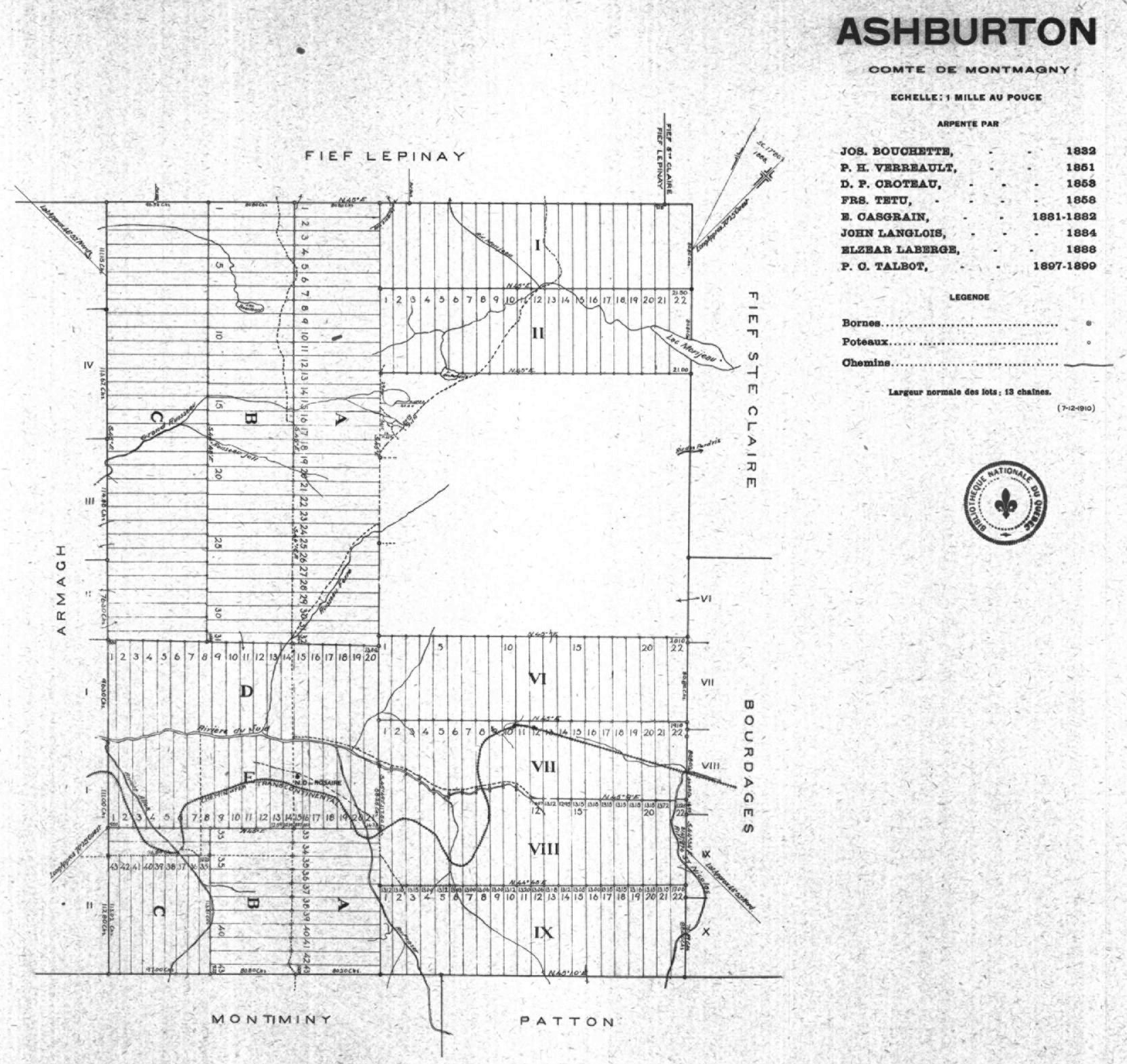
Carte cadastrale du canton Ashburton, 1910

### Chronologie
- 18 décembre 1894 : Érection de la municipalité de Notre-Dame du Rosaire.
- 15 mars 1969 : La municipalité de Notre-Dame du Rosaire devient la municipalité de Notre-Dame-du-Rosaire.

## Géographie
Les crénons des rivières du Sud, des Perdrix et Morigeau sont situés dans la municipalité. La rivière Fraser conflue avec la rivière du Sud au nord-est du village et la rivière Cloutier traverse le sud-est de la municipalité.
Elle est traversée par la route 283.

## Démographie
| 1901 | 1911 | 1921 | 1931 | 1941 |
| ---- | ---- | ---- | ---- | ---- |
| 661  | 668  | 798  | 840  | 760  |

| 1951 | 1956 | 1961 | 1966 | 1971 |
| ---- | ---- | ---- | ---- | ---- |
| 783  | 774  | 740  | 738  | 613  |

| 1976 | 1981 | 1986 | 1991 | 1996 |
| ---- | ---- | ---- | ---- | ---- |
| 556  | 475  | 463  | 378  | 394  |

| 2001 | 2006 | 2011 | 2016 | 2021 |
| ---- | ---- | ---- | ---- | ---- |
| 401  | 394  | 384  | 392  | 371  |

## Administration
Les élections municipales se font en bloc pour le maire et les six conseillers.
| Notre-Dame-du-Rosaire Maires depuis 2001                                                                             |                     |         |          |
| Élection | Maire               | Qualité | Résultat |
| 2001 | Jean-Pierre Després |         | Voir     |
| 2005 | Steeves Pelletier   |         | Voir     |
| 2009 | Gilles Giroux       |         | Voir     |
| 2013 | Gilles Giroux       | Voir    |          |
| 2017 | Danye Anctil        |         | Voir     |
| 2021 | Danye Anctil        | Voir    |          |
| Élection partielle en italique Depuis 2005, les élections sont simultanées dans toutes les municipalités québécoises |                     |         |          |

Le recensement de 2011 y dénombre 384 habitants, soit 2,5 % de moins qu'en 2006.

## Attrait
Cette municipalité est traversée par une piste de VTT (autrefois un chemin de fer) appelée itinéraire Monk. La piste est la même que celle qui passe à Bras d'Apic.
On y trouve aussi la forêt ancienne de la Rivière-des-Perdrix.

## Évènements
La compétition internationale de force Fortissimus s'est tenue à Notre-Dame-du-Rosaire du 27 au 29 juin 2008 alors que Derek Poundstone a gagné la compétition. Ensuite cette compétition a été déménagée à Montmagny alors que Žydrūnas Savickas a gagné le concours.